# Genèse d'un repas
Pour plus de détails, voir Fiche technique et Distribution.
Genèse d'un repas est un documentaire français écrit et réalisé par Luc Moullet, sorti en 1978.

## Synopsis
Partant d'un repas composé d'œufs, de thon en boîte, et de bananes, Luc Moullet remonte la chaîne qui a mené ces aliments à son assiette : responsables de supermarché, grossistes, importateurs, fabricants, ouvriers, etc. sont interviewés pour nous amener à comprendre comment tout cela fonctionne.

## Fiche technique
- Titre : Genèse d'un repas
- Réalisation : Luc Moullet
- Scénario : Luc Moullet
- Production : Moullet & Cie
- Photographie : Richard Copans et Guy-Patrick Sainderichin
- Son : Patrick Frédérich
- Montage : Valeria Sarmiento
- Format : Noir et blanc - 35 mm - 1,66:1 - Mono
- Genre : documentaire
- Pays d'origine :  France
- Durée : 115 minutes
- Date de sortie : Novembre 1978, Journées cinématographiques de Carthage - 16 janvier 1980, sortie française

## Distribution
- Luc Moullet
- Antonietta Pizzorno [1]

## Appréciation critique
« Dans son montage, Moullet a juxtaposé faits et interviews, morcelant constamment son explication pour que le spectateur réfléchisse un peu. On n'a parfois pas le temps d'assimiler les chiffres, mais passer incessamment de Machala à Dakar, de Boulogne à Paris, est un exercice salutaire. « Les patrons mettent en concurrence les salariés du monde entier », dit Luc Moullet. Nous exploitons, nous profitons tous, tout ce que nous possédons est volé au tiers-monde, conclut-il. Cela pourquoi ? Pour manger trop. Et Luc Moullet de raconter bien d'autres choses encore, sur un ton égal, nivelant le tragique et l'absurde, parlant de son filet à provisions et des dockers de onze ans, d'une voix qu'il faut s'empresser d'aller entendre. »

— Claire Devarrieux, Le Monde, 18 janvier 1980